# Tadeusz Zapiórkowski
Tadeusz Zapiórkowski (ur. 10 kwietnia 1917 w Nowym Targu, zm. 5 marca 1993 tamże) – polski ekonomista, bankier, żołnierz, działacz społeczny, poseł na Sejm PRL VI kadencji.

## Życiorys
Ukończył szkołę powszechną w Nowym Targu i w 1936 tamtejsze Gimnazjum im. Seweryna Goszczyńskiego (był tam m.in. prezesem Zrzeszenia Uczniów). Po maturze wstąpił ochotniczo do wojska. W 1939 został absolwentem Szkoły Podchorążych, uzyskał stopień podporucznika i uczestniczył w kampanii wrześniowej (służąc podczas praktyki w 3 Pułku Strzelców Podhalańskich; uzyskał stopień podporucznika piechoty). Pod jej koniec znalazł się w niewoli sowieckiej, trafił do obozu w Starobielsku. Stamtąd został przeniesiony do niemieckiego obozu jenieckiego Oflag VII A Murnau. W 1945 przeniesiono go do Włoch, gdzie został przydzielony do 1 Brygady Strzelców Karpackich. W 1946 został zdemobilizowany, powracając do Nowego Targu, gdzie poddawał się długiej kuracji i rekonwalescencji. Zajął się prowadzeniem księgowości handlowej. W 1949 został zatrudniony w Związkowym Banku Spółdzielczym w Nowym Targu, gdzie był kolejno likwidatorem, księgowym i starszym księgowym. W 1954 zorganizował Oddział Powszechnej Kasy Oszczędności w Nowym Targu, w którym objął funkcję dyrektora. Zasiadał w prezydium Miejskiej Rady Narodowej w Nowym Targu, był też przewodniczącym Komitetu Miejskiego Frontu Jedności Narodu. W 1972 uzyskał mandat posła na Sejm PRL w okręgu Nowy Sącz. Zasiadał w Komisji Budownictwa i Gospodarki Komunalnej oraz w Komisji handlu Wewnętrznego. W 1981 został przewodniczącym Wojewódzkiej Rady Narodowej w Nowym Sączu. W 1984 przeszedł na emeryturę.

## Życie prywatne
Syn Adama (przedsiębiorcy i kupca) i Franciszki z domu Dworskiej, miał sześcioro rodzeństwa. W 1947 ożenił się z Joanną Schilling (zmarłą osiem dni przed jego śmiercią, w 1993), z którą miał troje dzieci: Małgorzatę (ur. 1950), Włodzimierza (ur. 1952, byłego radnego Nowego Targu) i Krzysztofa (ur. 1956). Pochowany w Nowym Targu.

## Odznaczenia
- Złoty Krzyż Zasługi (1969)